# Сосницький замок
Сосницький замок — фортифікаційна споруда (замок) у с. Сосниця (Соснівка[джерело?]) давнього Руського воєводства (нині Підкарпатське воєводство, Польща) який заклав рід міщан-греків Корняктів з Львова, що отримав шляхетство. Село розташоване за 20 км на північний схід від Перемишля над рікою Сян.
Митник Руського воєводства Костянтин Корнякт набув поселення Сосниця близько 1580 року, збудувавши тут оборонний двір. Після його смерті 1603 його вдова і син Констянтин Корнякт з Білобоків зберігали тут родинні коштовності через загрозу з сторони Станіслава Стадницького, оскільки Сосницю вважали найкраще укріпленою серед своїх трьох родинних замків Перемишльської землі. Вони почали зводити оборонний замок, який здобув 1,5 тисячний загін Стадницького. Корнякта полонили, його дружину і доньок було зґвалтовано. Замок було повністю пограбовано, навіть вивезено вікна і двері. Костянтин Корнякт лише на початку 1620-х років розпочав розбудову замку, добудувавши новий житловий корпус (12×50 м) з в'їзною брамою, обвівши його муром завтовшки 1,4 м, ровом з мурованими ескарпами. Після довгих судових процесів спадкоємці Стадницького віддали йому декілька селищ для компенсації завданої замку шкоди (1622).
Замок успадкував його син Олександр († 1639), згодом того єдина донька Єлизавета. Як її придане до 1660 замок перейшов до каштеляна львівського, воєводи подільського Мартина Красицького, що оскаржили через суд спадкоємці іншого сина Костянтина Корнякта. Згодом замком володіли Моджиєвські, Лящі, Потоцькі, Любомирські, Стадницькі. На середину XIX ст. збереглась лише житлова будівля, а оборонні мури були розібрані. На початку XX ст. Стадницькі перебудували житлову будівлю і відкрили у замку бровар. Будівлі вигоріли 1915 року, після чого власники їх частково розібрали і продали на цеглу. Останнім власником замку на 1939 був граф Адам Стадницький. В'їзну браму з гербами Стадницьких розібрали 1962 р. На сьогодні на пагорбі замчища збереглись рештки житлових будівель північного крила (12x50 м), будівля із західлної сторони (7,5x7,5 м).